# Pionosyllis gigantea
Pionosyllis gigantea är en ringmaskart som beskrevs av Moore 1908. Pionosyllis gigantea ingår i släktet Pionosyllis och familjen Syllidae. Inga underarter finns listade i Catalogue of Life.